# 金山农民画
金山農民畫是中華人民共和國上海市金山區的一個非物质文化遗产，金山农民画發源自1974年的楓涇鎮，至1977年初步形成其艺术风格。1980年，金山农民画來到中國美術館以及比利时布鲁塞尔国际博览会展出。1988年，金山區被中华人民共和国文化部命名为“现代民间绘画之乡”。1989年，金山农民画院成立。截至1997年，5000多幅金山農民畫作品在北京、上海、天津、广州、西安、武汉、成都、杭州、长春、南宁、西宁等中華人民共和國城市展出，2700多幅金山农民画作品在十七个国家和地区展出，120多幅作品被中国美术馆、中国画艺术研究院、中国民间艺术博物馆（筹）、上海美协、上海美术馆等单位收藏。2006年4月28日，當局在楓涇鎮中洪村建立金山农民画村。後金山农民画村升格为中国农民画村。2009年6月，中国农民画村被评为国家3A级旅游景区。遊客可以在中国农民画村欣賞和購買金山農民畫。